# Troilo III de' Rossi
Troilo III de' Rossi, conte di San Secondo (San Secondo Parmense, 21 dicembre 1574 – San Secondo Parmense, 8 marzo 1593), è stato un condottiero italiano del XVI secolo, quarto marchese e nono conte di San Secondo.

## Biografia
Giovanbattista Troilo, figlio di Pietro Maria Rossi e di Isabella Lampugnani, erede del conte Alessandro, signore di Farfengo, nacque nel 1574, venendo battezzato nel mese successivo dal vescovo di Pavia, Ippolito de' Rossi, suo prozio paterno, alla presenza del duca di Parma Alessandro Farnese.
Scomparso il padre Pietro Maria nel 1590, ereditò in qualità di figlio primogenito il diritto di successione alla guida del feudo di famiglia, allora retto dal nonno Troilo II. Nel 1591, alla morte del nonno, fu nominato quarto marchese di San Secondo.
Tenne il comando con il grado di capitano di una compagnia di uomini d'arme dello Stato di Milano, alla testa della quale, con il rinforzo di altre due compagnie, combatté con i Savoia contro i francesi nell'ambito della guerra per il possesso del Marchesato di Saluzzo. Gravemente ferito in battaglia, tornò a San Secondo, morendo a causa delle ferite riportate il giorno 8 marzo 1593, a soli 18 anni. Venne tumulato nell'Oratorio di Santa Caterina nella Rocca dei Rossi.
Non avendo Giovanbattista Troilo eredi, gli succedette il fratellastro Federico.

## Ascendenza
|                                                  |   |                              | Genitori                                 |  |  | Nonni |  |  | Bisnonni                                             |  |  | Trisnonni                                     |  |
|                                                  |   |                              |                                          |  |  |       |  |  | Pier Maria III de' Rossi, II marchese di San Secondo |  |  | Troilo I de' Rossi, I marchese di San Secondo |  |
|                                                  |   |                              |                                          |  |  |       |  |  | Pier Maria III de' Rossi, II marchese di San Secondo |  |  | Troilo I de' Rossi, I marchese di San Secondo |  |
|                                                  |   | Bianca Riario                |                                          |  |  |       |  |  | Pier Maria III de' Rossi, II marchese di San Secondo |  |  |                                               |  |
| Troilo II de' Rossi, III marchese di San Secondo |   |                              |                                          |  |  |       |  |  | Pier Maria III de' Rossi, II marchese di San Secondo |  |  |                                               |  |
|                                                  |   | Camilla Gonzaga di Vescovato | Giovanni Gonzaga, I signore di Vescovato |  |  |       |  |  |                                                      |  |  |                                               |  |
|                                                  |   | Camilla Gonzaga di Vescovato | Giovanni Gonzaga, I signore di Vescovato |  |  |       |  |  |                                                      |  |  |                                               |  |
|                                                  |   | Camilla Gonzaga di Vescovato | Laura Bentivoglio                        |  |  |       |  |  |                                                      |  |  |                                               |  |
| Pietro Maria de' Rossi                           |   | Camilla Gonzaga di Vescovato |                                          |  |  |       |  |  |                                                      |  |  |                                               |  |
|                                                  |   | Uguccione Rangoni            | Antonio Rangoni                          |  |  |       |  |  |                                                      |  |  |                                               |  |
|                                                  |   | Uguccione Rangoni            | Antonio Rangoni                          |  |  |       |  |  |                                                      |  |  |                                               |  |
|                                                  |   | Uguccione Rangoni            | …                                        |  |  |       |  |  |                                                      |  |  |                                               |  |
| Eleonora Rangoni                                 |   | Uguccione Rangoni            |                                          |  |  |       |  |  |                                                      |  |  |                                               |  |
|                                                  |   | Lucrezia Rangoni             | Francesco Maria Rangoni                  |  |  |       |  |  |                                                      |  |  |                                               |  |
|                                                  |   | Lucrezia Rangoni             | Francesco Maria Rangoni                  |  |  |       |  |  |                                                      |  |  |                                               |  |
|                                                  |   | Lucrezia Rangoni             | Lucia Rusca                              |  |  |       |  |  |                                                      |  |  |                                               |  |
| Troilo III de' Rossi, IV marchese di San Secondo |   | Lucrezia Rangoni             |                                          |  |  |       |  |  |                                                      |  |  |                                               |  |
|                                                  | … | …                            |                                          |  |  |       |  |  |                                                      |  |  |                                               |  |
|                                                  | … | …                            |                                          |  |  |       |  |  |                                                      |  |  |                                               |  |
|                                                  | … | …                            |                                          |  |  |       |  |  |                                                      |  |  |                                               |  |
| Alessandro Lampugnani, signore di Farfengo       | … |                              |                                          |  |  |       |  |  |                                                      |  |  |                                               |  |
|                                                  |   | …                            | …                                        |  |  |       |  |  |                                                      |  |  |                                               |  |
|                                                  |   | …                            | …                                        |  |  |       |  |  |                                                      |  |  |                                               |  |
|                                                  |   | …                            | …                                        |  |  |       |  |  |                                                      |  |  |                                               |  |
| Isabella Lampugnani, signora di Farfengo         |   | …                            |                                          |  |  |       |  |  |                                                      |  |  |                                               |  |
|                                                  |   | …                            | …                                        |  |  |       |  |  |                                                      |  |  |                                               |  |
|                                                  |   | …                            | …                                        |  |  |       |  |  |                                                      |  |  |                                               |  |
|                                                  |   | …                            | …                                        |  |  |       |  |  |                                                      |  |  |                                               |  |
| Lucia Gambaloita                                 |   | …                            |                                          |  |  |       |  |  |                                                      |  |  |                                               |  |
|                                                  |   | …                            | …                                        |  |  |       |  |  |                                                      |  |  |                                               |  |
|                                                  |   | …                            | …                                        |  |  |       |  |  |                                                      |  |  |                                               |  |
|                                                  |   | …                            | …                                        |  |  |       |  |  |                                                      |  |  |                                               |  |
|                                                  |   | …                            |                                          |  |  |       |  |  |                                                      |  |  |                                               |  |